# Ignasin
Ignasin – wieś w Polsce położona w województwie lubelskim, w powiecie krasnostawskim, w gminie Fajsławice.
W latach 1975–1998 miejscowość administracyjnie należała do ówczesnego województwa lubelskiego.
Wieś stanowi sołectwo gminy Fajsławice.  Według Narodowego Spisu Powszechnego (III 2011 r.) wieś liczyła 251 mieszkańców.
8 września 1946 w obławie Ministerstwa Bezpieczeństwa Publicznego poległ oddział Antoniego Kopaczewskiego "Lwa" oraz śmierć poniosła rodzina (z czteroletnią córką), u której ukrywali się partyzanci.
8 września 2006 odsłonięto pomnik upamiętniający poległych.

Pomnik pamięci poległych żołnierzy AK zgrupowania Zapory
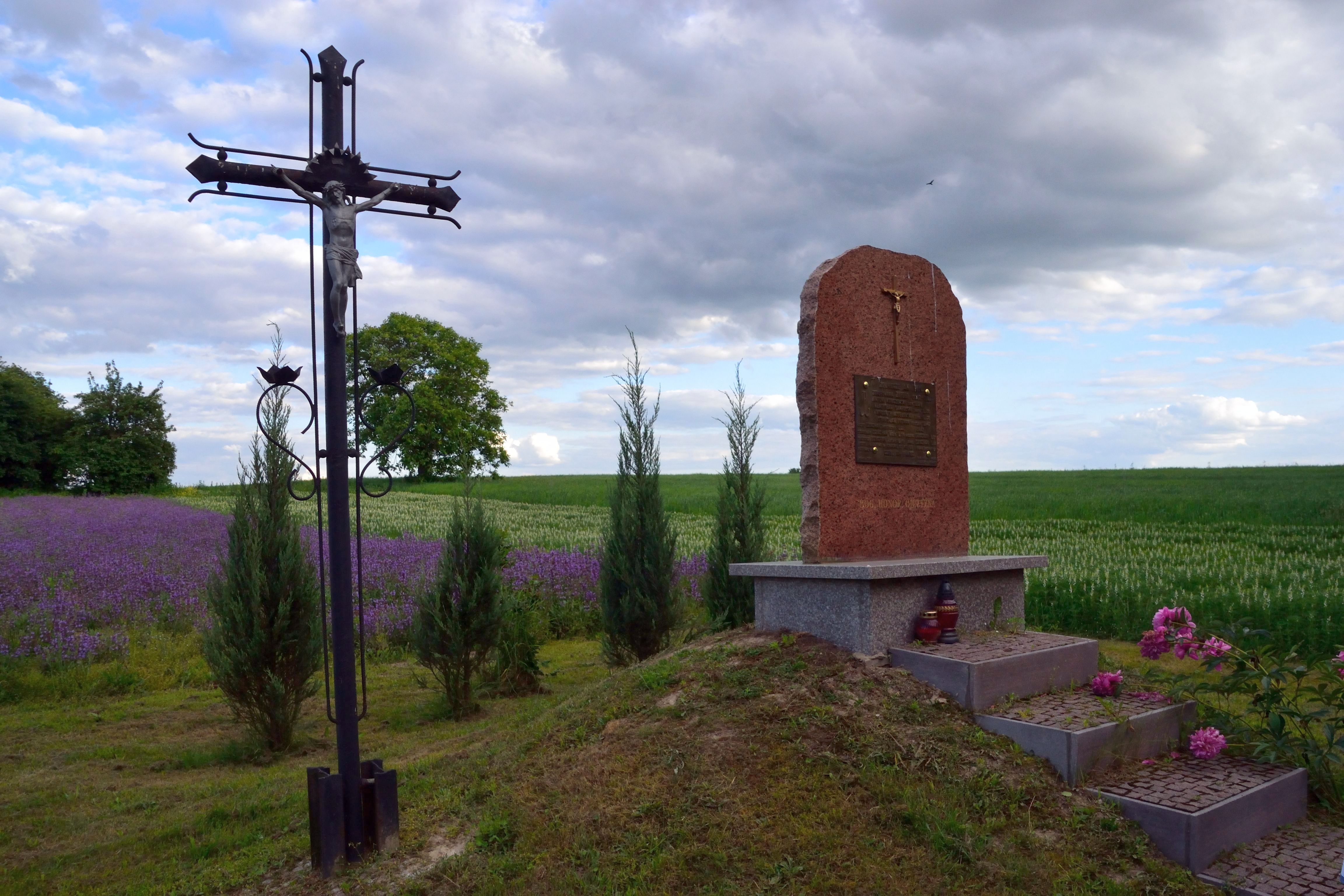
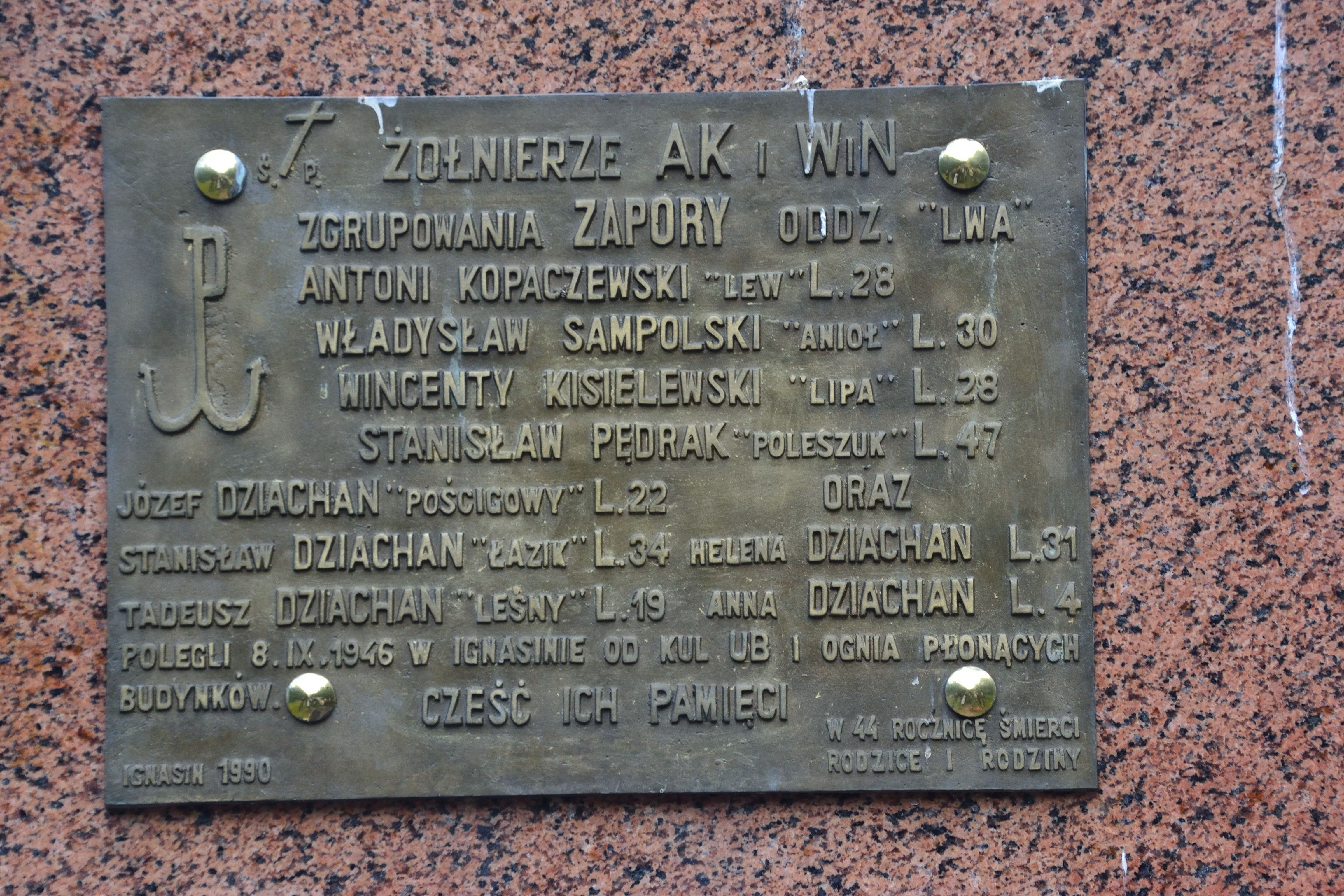